# Microsoft Office 2008 pour Mac
Chronologie des versions
Microsoft Office 2004 pour Mac Microsoft Office 2011 pour Mac
Microsoft Office 2008 pour Mac est une version de la suite bureautique Microsoft Office pour macOS succédant à Microsoft Office 2004 pour Mac. C'est la dernière version d'Office pour Mac à supporter Mac OS X Tiger et les Mac avec des microprocesseurs PowerPC, et la première à supporter le format Office Open XML. Cette version est l'équivalent Mac de Microsoft Office 2007.
Office 2008 pour Mac contient Microsoft Entourage, Microsoft Word, Microsoft PowerPoint, Microsoft Excel, et Microsoft Messenger.